# キルッコヌンミ
キルッコヌンミ(フィンランド語: Kirkkonummi [ˈkirkːoˌnumːi]、スウェーデン語: Kyrkslätt [ˈtɕyrːkslet] ( 音声ファイル))はウーシマー県に属するフィンランドの市である。ヘルシンキ郡に属する。キルッコヌンミは「荒野の教会」の意味。

## 概要
キルッコヌンミはヘルシンキ首都圏の外側にあり、エスポーの東側に隣接する。ヴィヒティ、シウンティオとも接している。ヘルシンキ中心部から30km程であり、住民の多くは電車やバスでヘルシンキへ通勤している。
キルッコヌンミで住民が集中しているのはキルッコヌンミ中心部とマサラ地区、ヴェイッコラ地区、カントヴィーク地区、そして海軍駐屯地があるウプンニエミ地区である。そのほかに小さな集落がいくつか存在する。キルッコヌンミにはポルッカラ半島と海軍駐屯地のウプンニエミ半島の2つの半島がある。ポルッカラ半島はバルト海を横切る渡り鳥の主要な通過点となっている。また、キルッコヌンミ周辺は平野となっていて、ヘルシンキとトゥルクを結ぶ鉄道の車内からはたくさんの湖を眺めることが出来る。その湖の多くは非常に未開地に近い状態である。
キルッコヌンミには石器時代から人が住んでいた形跡があり、その時代に石に描かれた絵などが数々発見されている。最初にそれらを発見したのは作曲家のジャン・シベリウスだと言われている。
キルッコヌンミの南半分は、1945年から1956年までソ連の支配下にあった。軍基地に使用された形跡（塹壕や飛行場跡）が今も残っている。他にキルッコヌンミの有名な建造物としては、市中心部にある中世に建てられた石造りの教会、フヴィットラスク地区にあるエリエル・サーリネン邸などがある。

## 姉妹都市
- en:Sundbyberg Municipality、スウェーデン
- パルディスキ、エストニア

## 写真

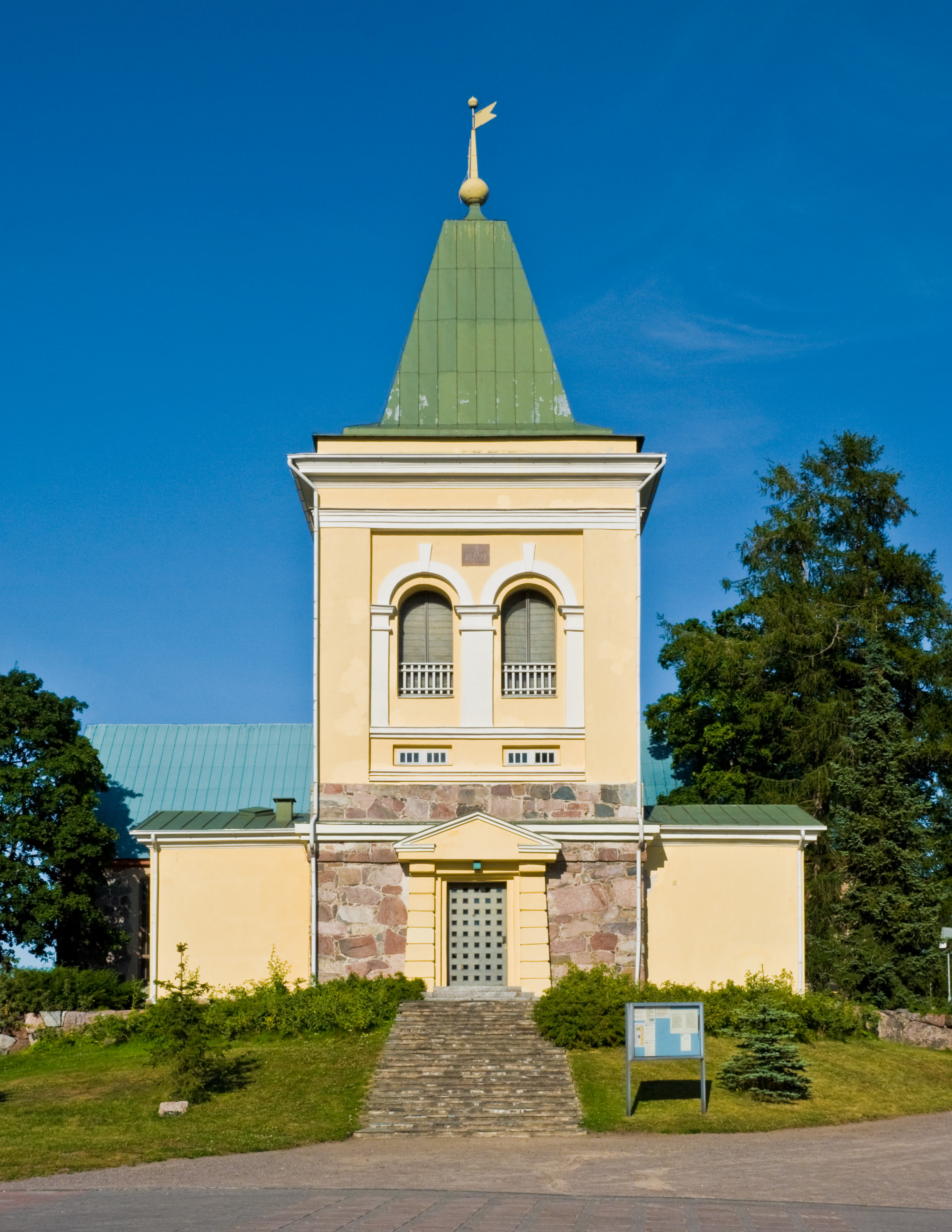
キルッコヌンミ教会鐘楼
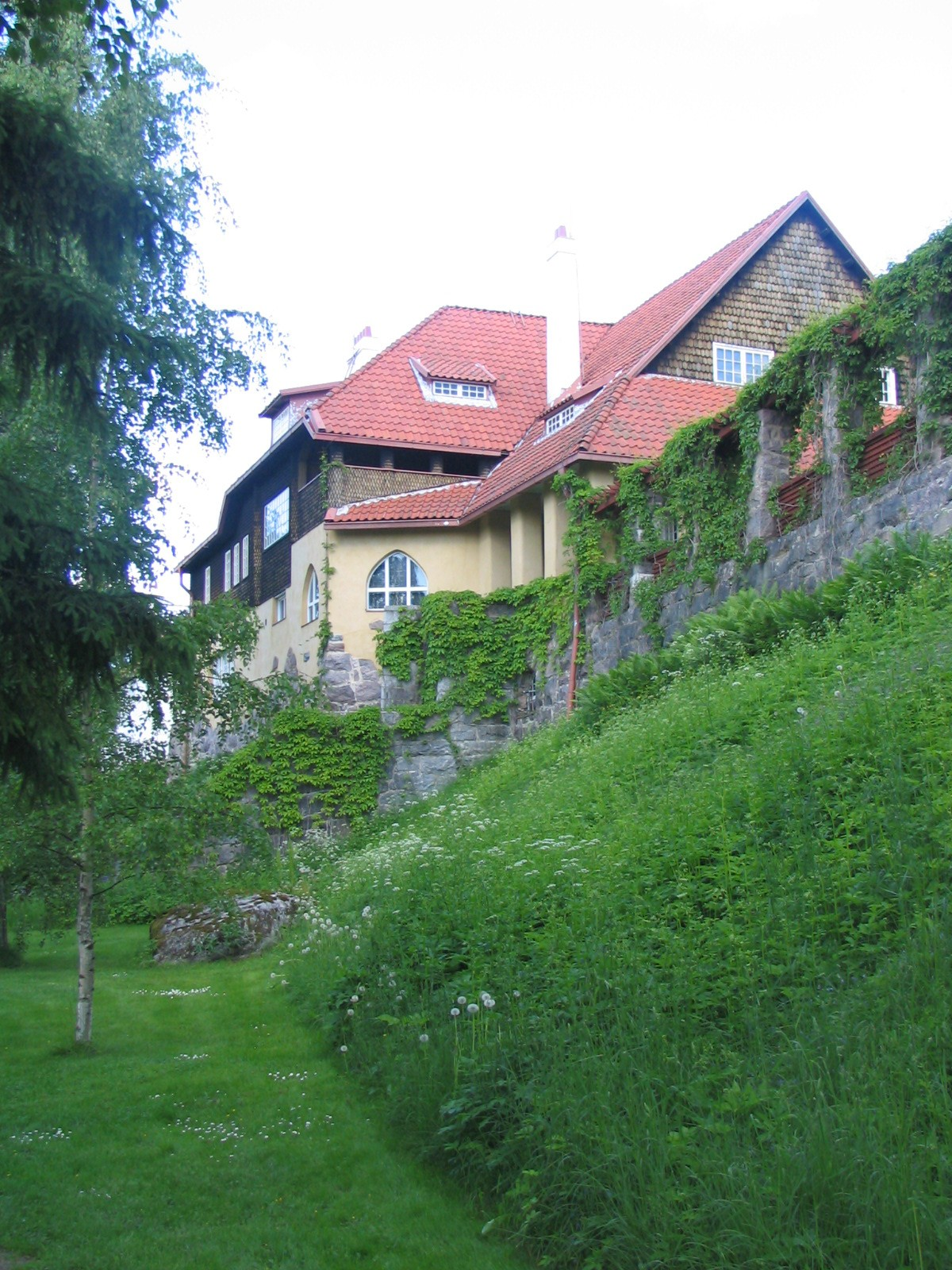
エリエル・サーリネン邸